# Dysoxylum hornei
Dysoxylum hornei är en tvåhjärtbladig växtart som beskrevs av John Wynn Gillespie. Dysoxylum hornei ingår i släktet Dysoxylum och familjen Meliaceae. Utöver nominatformen finns också underarten D. h. glabratum.